# Sommer-Universiade 1965/Leichtathletik
Die Leichtathletik-Wettbewerbe der Sommer-Universiade 1965 fanden vom 25. bis zum 29. August 1965 im Népstadion in der ungarischen Hauptstadt Budapest statt. Bei dieser vierten Austragung kam erstmals der Fünfkampf für Frauen ins Programm, womit Medaillen in 30 Bewerben vergeben wurden. Erfolgreichste Nation wurde wie schon bei den beiden vorigen Ausgaben die Sowjetunion.

## Ergebnisse Frauen

### 100 m
| Platz | Athletin           | Land | Zeit (s) |
| ----- | ------------------ | ---- | -------- |
| 1     | Irena Kirszenstein | POL  | 11,3 UR  |
| 2     | Miguelina Cobián   | CUB  | 11,5     |
| 3     | Liz Gill           | GBR  | 11,6     |

### 200 m
| Platz | Athletin           | Land | Zeit (s) |
| ----- | ------------------ | ---- | -------- |
| 1     | Irena Kirszenstein | POL  | 23,5 UR  |
| 2     | Miguelina Cobián   | CUB  | 23,9     |
| 3     | Liz Gill           | GBR  | 24,0     |

### 800 m
| Platz | Athletin         | Land | Zeit (min) |
| ----- | ---------------- | ---- | ---------- |
| 1     | Laine Erik       | URS  | 2:06,2     |
| 2     | Antje Gleichfeld | FRG  | 2:06,6     |
| 3     | Abby Hoffman     | CAN  | 2:07,8     |
| 4     |                  |      |            |
| 5     | Sára Szenteleki  | HUN  | 2:08,1     |
| 6     | Yvonne Herisson  | FRA  | 2:13,9     |

### 80 m Hürden
| Platz | Athletin           | Land | Zeit (s) |
| ----- | ------------------ | ---- | -------- |
| 1     | Danuta Straszyńska | POL  | 10,6 UR  |
| 2     | Sneschana Kerkowa  | BUL  | 10,8     |
| 3     | Tatjana Ilyina     | URS  | 10,9     |

### 4 × 100 m Staffel
| Platz | Land        | Athletinnen                                                                | Zeit (s) |
| ----- | ----------- | -------------------------------------------------------------------------- | -------- |
| 1     | Sowjetunion | Ljudmila Samotjossowa Renāte Lāce Wera Popkowa Tatjana Schtschelkanowa     | 45,5 UR  |
| 2     | Polen       | Irena Kirszenstein Mirosława Sałacinska Danuta Straszyńska Irena Woldańska | 46,1     |
| 3     | Ungarn      | Irén Buskó Annamária Kovács Ildikó Jónás Ida Such                          | 46,4     |

### Hochsprung
| Platz | Athletin           | Land | Höhe (m) |
| ----- | ------------------ | ---- | -------- |
| 1     | Jordanka Blagoewa  | BUL  | 1,65     |
| 2     | Klara Puschkarjewa | URS  | 1,65     |
| 3     | Nevenka Mrinjek    | YUG  | 1,63     |
| 4     |                    |      |          |
| 5     | Geneviève Laureau  | FRA  | 1,56     |
| 6     |                    |      |          |
| 7     |                    |      |          |
| 8     | Liliane de Loynes  | FRA  | 1,56     |

### Weitsprung
| Platz | Athletin                | Land | Weite (m) |
| ----- | ----------------------- | ---- | --------- |
| 1     | Tatjana Schtschelkanowa | URS  | 6,42      |
| 2     | Viorica Viscopoleanu    | ROU  | 6,18      |
| 3     | Dorothee Sander         | FRG  | 5,95      |

### Kugelstoßen
| Platz | Athletin              | Land | Weite (m) |
| ----- | --------------------- | ---- | --------- |
| 1     | Tamara Press          | URS  | 18,31 UR  |
| 2     | Nadeschda Tschischowa | URS  | 17,27     |
| 3     | Judit Bognár          | HUN  | 15,37     |
| 4     |                       |      |           |
| 5     |                       |      |           |
| 6     | Judit Mikuss          | HUN  | 14,56     |

### Diskuswurf
| Platz | Athletin              | Land | Weite (m) |
| ----- | --------------------- | ---- | --------- |
| 1     | Jolán Kleiber-Kontsek | HUN  | 55,66     |
| 2     | Judit Bognár          | HUN  | 55,14     |
| 3     | Tamara Press          | URS  | 53,62     |

### Speerwurf
| Platz | Athletin         | Land | Weite (m) |
| ----- | ---------------- | ---- | --------- |
| 1     | Mihaela Peneș    | ROU  | 59,22 UR  |
| 2     | Michèle Demys    | FRA  | 52,71     |
| 3     | Walentina Popowa | URS  | 52,61     |
| 4     | Angéla Németh    | HUN  | 52,26     |

### Fünfkampf
| Platz | Athletin                | Land | Punkte |
| ----- | ----------------------- | ---- | ------ |
| 1     | Tatjana Schtschelkanowa | URS  | 4802   |
| 2     | Annamária Kovács        | HUN  | 4606   |
| 3     | Jelena Kolnitsch        | URS  | 4479   |

## Ergebnisse Männer

### 100 m
| Platz | Athlet          | Land | Zeit (s) |
| ----- | --------------- | ---- | -------- |
| 1     | Hideo Iijima    | JPN  | 10,1 UR  |
| 2     | George Anderson | USA  | 10,1     |
| 3     | Harry Jerome    | CAN  | 10,2     |

### 200 m
| Platz | Athlet           | Land | Zeit (s) |
| ----- | ---------------- | ---- | -------- |
| 1     | Edwin Osolin     | URS  | 21,0     |
| 2     | George Anderson  | USA  | 21,0     |
| 3     | Menzies Campbell | GBR  | 21,2     |
| 4     |                  |      |          |
| 5     | László Mihályfi  | HUN  | 21,3     |
| 6     |                  |      |          |
| 7     |                  |      |          |
| 8     | Alain Roy        | FRA  | 21,7     |

### 400 m
| Platz | Athlet               | Land | Zeit (s) |
| ----- | -------------------- | ---- | -------- |
| 1     | Sergio Bello         | ITA  | 46,8     |
| 2     | Fred van Herpen      | NED  | 46,9     |
| 3     | Lynn Saunders        | USA  | 47,2     |
| 4     |                      |      |          |
| 5     |                      |      |          |
| 6     |                      |      |          |
| 7     | Pierre Gaudry        | FRA  | 47,8     |
| 8     | Jean-Pierre Boccardo | FRA  | 48,1     |

### 800 m
| Platz | Athlet         | Land | Zeit (min) |
| ----- | -------------- | ---- | ---------- |
| 1     | Bill Crothers  | CAN  | 1:47,7 UR  |
| 2     | George Germann | USA  | 1:47,8     |
| 3     | Rudolf Klaban  | AUT  | 1:48,2     |
| 4     |                |      |            |
| 5     |                |      |            |
| 6     | Michel Samper  | FRA  | 1:49,2     |
| 7     |                |      |            |
| 8     | Didier Gustin  | FRA  | 1:49,5     |

### 1500 m
| Platz | Athlet          | Land | Zeit (min) |
| ----- | --------------- | ---- | ---------- |
| 1     | Bodo Tümmler    | FRG  | 3:46,2     |
| 2     | Andy Green      | GBR  | 3:46,7     |
| 3     | Zbigniew Wójcic | POL  | 3:47,3     |

### 5000 m
| Platz | Athlet          | Land | Zeit (min) |
| ----- | --------------- | ---- | ---------- |
| 1     | Keisuke Sawaki  | JPN  | 13:45,2 UR |
| 2     | Lutz Philipp    | FRG  | 13:46,6    |
| 3     | Fergus Murray   | GBR  | 13:52,6    |
| 4     |                 |      |            |
| 5     |                 |      |            |
| 6     | François Lacour | FRA  | 14:14,4    |

### 110 m Hürden
| Platz | Athlet              | Land | Zeit (s) |
| ----- | ------------------- | ---- | -------- |
| 1     | Eddy Ottoz          | ITA  | 13,6 UR  |
| 2     | Giovanni Cornacchia | ITA  | 13,9     |
| 3     | Willie Davenport    | USA  | 14,0     |
| 4     |                     |      |          |
| 5     | Jean-Paul Jeannet   | FRA  | 14,2     |
| 6     | Bernard Fournet     | FRA  | 14,3     |

### 400 m Hürden
| Platz | Athlet           | Land | Zeit (s) |
| ----- | ---------------- | ---- | -------- |
| 1     | Roberto Frinolli | ITA  | 50,5     |
| 2     | Robert Poirier   | FRA  | 50,7     |
| 3     | Ron Whitney      | USA  | 51,1     |

### 4 × 100 m Staffel
| Platz | Land           | Athleten                                                           | Zeit (s) |
| ----- | -------------- | ------------------------------------------------------------------ | -------- |
| 1     | BR Deutschland | Gert Metz Fritz Obersiebrasse Hans-Jürgen Felsen Rudolf Sundermann | 39,9 UR  |
| 2     | Sowjetunion    | Edwin Osolin Igor Ter-Owanessjan Boris Zubow                       | 40,1     |
| 3     | Frankreich     | Alain Roy Jean-Paul Lambrot Marc Bienvenu Pierre Burrellier        | 40,3     |
| 4     | Ungarn         | Huba Rozsnyai Gyula Rábai László Mihályfi Csaba Csutorás           | 40,4     |

### 4 × 400 m Staffel
| Platz | Land           | Athleten                                                      | Zeit (min) |
| ----- | -------------- | ------------------------------------------------------------- | ---------- |
| 1     | Italien        | Bruno Bianchi Gian Paolo Iraldo Roberto Frinolli Sergio Bello | 3:08,5 UR  |
| 2     | Ungarn         | Csaba Csutorás István Gyulai Gyula Rábai László Mihályfi      | 3:08,7     |
| 3     | BR Deutschland |                                                               | 3:08,8     |
| 4     | Frankreich     | Jean-Jacque Behm Pierre Gaudry Didier Gustin Didier Samper    | 3:09,1     |

### Hochsprung
| Platz | Athlet            | Land | Höhe (m) |
| ----- | ----------------- | ---- | -------- |
| 1     | Waleri Skworzow   | URS  | 2,14     |
| 2     | Edward Czernik    | POL  | 2,07     |
| 3     | János Medovarszki | HUN  | 2,07     |
| 3     | Kuniyoshi Sugioka | JPN  | 2,07     |

### Stabhochsprung
| Platz | Athlet             | Land | Höhe (m) |
| ----- | ------------------ | ---- | -------- |
| 1     | John Pennel        | USA  | 5,00 UR  |
| 2     | Hennadij Blesnizow | URS  | 4,90     |
| 3     | Igor Feld          | URS  | 4,80     |

### Weitsprung
| Platz | Athlet              | Land | Weite (m) |
| ----- | ------------------- | ---- | --------- |
| 1     | Igor Ter-Owanessjan | URS  | 8,19 UR   |
| 2     | Lynn Davies         | GBR  | 7,89      |
| 3     | Oleg Alexandrow     | URS  | 7,53      |

### Dreisprung
| Platz | Athlet          | Land | Weite (m) |
| ----- | --------------- | ---- | --------- |
| 1     | Henrik Kalocsai | HUN  | 16,36 UR  |
| 2     | Drágán Ivanov   | HUN  | 16,35     |
| 3     | Michael Sauer   | FRG  | 16,35     |

### Kugelstoßen
| Platz | Athlet             | Land | Weite (m) |
| ----- | ------------------ | ---- | --------- |
| 1     | Randy Matson       | USA  | 20,31 UR  |
| 2     | Nikolai Karassjow  | URS  | 18,68     |
| 3     | Eduard Guschtschin | URS  | 18,45     |
| 4     | Zsigmond Nagy      | HUN  | 18,12     |

### Diskuswurf
| Platz | Athlet       | Land | Weite (m) |
| ----- | ------------ | ---- | --------- |
| 1     | Lars Haglund | SWE  | 57,86 UR  |
| 2     | Jirí Žemba   | TCH  | 56,22     |
| 3     | George Puce  | CAN  | 56,20     |
| 4     |              |      |           |
| 5     | Géza Fehér   | HUN  | 53,20     |

### Hammerwurf
| Platz | Athlet              | Land | Weite (m) |
| ----- | ------------------- | ---- | --------- |
| 1     | Gyula Zsivótzky     | HUN  | 67,74 UR  |
| 2     | Gennadi Kondraschow | URS  | 65,76     |
| 3     | Juri Bakarinow      | URS  | 63,74     |
| 4     | Sándor Eckschmiedt  | HUN  | 61,04     |
| 5     |                     |      |           |
| 6     |                     |      |           |
| 7     | Vladimir Prikhodko  | FRA  | 57,72     |

### Speerwurf
| Platz | Athlet             | Land | Weite (m) |
| ----- | ------------------ | ---- | --------- |
| 1     | Rolf Herings       | FRG  | 79,26     |
| 2     | Vanni Rodeghiero   | ITA  | 77,60     |
| 3     | Lennart Hedmark    | SWE  | 76,94     |
| 4     |                    |      |           |
| 5     | Christian Monneret | FRA  | 76,26     |

### Zehnkampf
| Platz | Athlet            | Land | Punkte  |
| ----- | ----------------- | ---- | ------- |
| 1     | Bill Toomey       | USA  | 7566 UR |
| 2     | József Bakai      | HUN  | 7443    |
| 3     | Manfred Pflugbeil | FRG  | 7413    |
| 4     |                   |      |         |
| 5     | Bernard Castang   | FRA  | 7198    |